# Listă de orașe din Nunavut, Canada
Listă alfabetică de orașe din provincia Nunavut, Canada
- Amadjuak
- Brooman Point Village
- Craig Harbour
- Dundas Harbour
- Iglunga
- Iqaluit
- Killiniq
- Kimmirut
- Native Point
- Port Leopold
- Tavani